# 下源水库
下源水库位于湖南省邵阳市新邵县，是一座以防洪、灌溉、供水、发电为主的中型水库，库容约2.38亿立方米，水库坝高约38米，正常蓄水位约595.63米，设计灌溉面积约3650公顷。